# Le Triomphe
Le Triomphe (titre original : The Triumph of Captain Future) est un roman de science-fiction de type « space opera » d'Edmond Hamilton. Paru en octobre 1940, c'est le 4e roman de la saga du capitaine Futur. Il a été adapté dans la série de dessins animés Capitaine Flam sous le titre La Source de l'immortalité.
Dans ce roman, le capitaine Futur a pour mission de mettre fin à la vente d'une drogue pathogène appelée élixir de vie et censée faire « rajeunir » ceux qui la consomment. Pour cela il faut trouver le « Seigneur de la vie », chef du réseau, et le mettre hors d'état de nuire. Le roman recycle le mythe de la Fontaine de Jouvence.

## Publications
Le roman paraît aux États-Unis en octobre 1940. Il sera notamment republié en 1960 sous le titre Galaxy Mission.
Il est publié en France en mai par Le Bélial' dans sa collection « Pulps », avec une traduction de Pierre-Paul Durastanti.
Le roman a aussi été publié :
- en langue japonaise en 1975 sous le titre 脅威！不死密売団[4] ;
- en langue russe en 1998 sous le titre Галактическая миссия [5] ;
- en langue allemande :
  - en 1961 sous le titre Captain Zukunft greift ein[6] ;
  - en 1982 sous le titre Der Lebenslord[7] ;
  - en 2014 sous le titre Der Triumph[8].

## Personnages
- L'équipe du capitaine Futur
  - Curtis Newton, alias « capitaine Futur » : homme grand, athlétique, aux cheveux roux. Il est né sur la Lune peu avant l’assassinat de ses parents.
  - Simon Wright, alias « le Cerveau » : le professeur a eu son cerveau transféré dans une machine fonctionnant à l'énergie nucléaire. Il est le « mentor » du capitaine Futur et expert scientifique reconnu dans de nombreux domaines.
  - Grag : robot métallique d'environ deux mètres de hauteur, puissant, d'intelligence moyenne, créé par les parents du capitaine Futur et par Simon Wright.
  - Otho : androïde synthétique, métamorphe, physiquement agile et rapide, à l'intelligence vive, créé par les parents du capitaine Futur et par Simon Wright.
  - Joan Randall : belle et jeune femme aux cheveux bruns faisant partie de la Police des Planètes.
  - Ezra Gurney : officier supérieur (« marshal ») de la Police des Planètes.
  - Ik : « chiot de Lune » doué de télépathie ; animal de compagnie de Grag.

- Les « méchants »
  - Le « Seigneur de la vie » : chef du réseau.
  - Thorkul : Martien ; l'un de ses hommes de main.
  - Dril Iffik : Mercurien ; autre homme de main (tué par le capitaine Futur).
  - Dr Qarth : vendeur d'élixir de vie sur Saturne.

- Les suspects
  - Zin Zibo : Vénusien, biophysicien.
  - Sus Urgal : Martien, écrivain.
  - Martin Graeme : Terrien, ethnologue.
  - Renfrew Keen : Terrien, à la recherche de son père disparu.

- Personnages secondaires
  - Khol Kot : gouverneur général de Saturne.
  - James Carthew : président du gouvernement sidéral.
  - Wilson Webber : fonctionnaire du gouvernement qui a détourné des fonds.
  - Halk Anders : directeur général de la Police des planètes.

## Résumé
Remarque : Le récit est divisé en 18 chapitres. Les noms des personnages et des lieux sont ceux indiqués dans la traduction de Pierre-Paul Durastanti aux éditions du Bélial' en 2019.
Un « Seigneur de la vie » autoproclamé a créé un réseau criminel vendant un élixir de vie qui permet de « rajeunir ». Vendue très cher, cette drogue est en fait un stimulateur de l'anabolisme et ne dure qu'un temps. Quand ses effets disparaissent, le corps revient par catabolisme à un état encore plus dégradé qu'avant. Il faut alors reprendre de l'elixir encore et encore. Et si l'on n'en prend pas, le manque entraîne la mort. Face à cette situation dramatique, le gouvernement sidéral fait appel au capitaine Futur pour l'aider. Après avoir rencontré le président intersidéral et le chef de la Police des planètes, et obtenu tout éclaircissement utile, le capitaine et son équipe se rendent sur Vénus (chapitres 1 et 2).
Otho se transforme en vieil homme riche et acariâtre et le capitaine se déguise en valet. Deux personnages se présentent à leur domicile pour leur vendre de l'élixir, mais leurs déguisements sont percés à jour. Dans une violente altercation, l'un des bandits est tué tandis que Grag est fait prisonnier lorsque l'autre bandit prend la fuite (chapitre 3).
La fouille des vêtements du bandit tué permet de trouver un joyau de valeur portant une inscription en vieille langue martienne indiquant le mot « Fontaine ». La langue utilisée est celle de la Langue des machines, dans la cité appelée Mécaville. Cette ville est dirigée par les machines qui, il y a des siècles, se sont affranchies de la tutelle humaine lorsque les humains ont disparu par décadence. Le capitaine Futur, Otho et Simon se rendent donc à Mécaville sur Mars.  Là, devant une fontaine d'eau jaillissante, Flam et ses deux compagnons sont atteints par un rayon pétrifiant qui transforme la matière organique en métal (chapitre 4).
Pendant ce temps, en brisant une vitre du vaisseau spatial, Grag et Ik parviennent à s'échapper du vaisseau des bandits et à rejoindre Mars. Ils stagnent de nombreuses heures dans l'espace interplantéaire, jusqu'à ce qu'ils soient récupérés par un paquebot spatial. Grag est revendu au propriétaire d'un cirque itinérant. Dès l'arrivée sur Mars, Grag et Ik faussent la compagnie des membres du cirque (chapitre 5).
Simon Wright parvient, avec le pistolet à protons d'Otho, à détruire l'émetteur du rayon pétrifiant. Libérés, le capitaine et ses amis constatent que cette fontaine n'est pas celle d'où jaillit l'eau de Jouvence, et qu'une inscription de pierre indiquait où celle-ci se trouve en réalité. Mais l'indication du lieu exact a été détruite par une main malveillante. Une information écrite sur la pierre (« Nous avons découvert la fontaine sur le monde extérieur appelé... ») permet d'éliminer les planètes des mondes intérieurs : Mercure, Vénus, la Terre. Il s'agit forcément de Jupiter, Saturne, Uranus, Neptune ou Pluton, ce qui réduit les recherches. Les trois dernières sont écartées d'office car les Martiens antiques n'y ont jamais envoyé d'expéditions. Il ne reste donc que Jupiter ou Saturne. Le capitaine prend en photo deux hommes qui ont été transformés en statues : ils ont été pétrifiés récemment et la découverte de leur identité peut être déterminante. Peu après ils retrouvent Grag et Ik, qui après leur évasion ont réussi à se rendre à Mécaville. Contactant la Police des planètes, le capitaine transmet les photos des deux hommes pétrifiés : on les identifie rapidement. Il s'agit de deux aventuriers embauchés respectivement par Martin Graeme (ethnologue terrien) et Zin Zibo (biophysicien de Vénus). L'équipe réunie regagne le Cyberlab et se dirige vers Saturne (chapitre 6).
Après avoir fait escale sur Jupiter où ils embarquent le marshal Ezra Gurney, ils arrivent sur Ops, la capitale de Saturne. Ils font la connaissance du gouverneur général Khol Kot qui les aide à déterminer les personnes s'étant renseignées sur l'eau de Jouvence : 
- Zin Zibo : Vénusien, biophysicien,
- Sus Urgal : Martien, écrivain,
- Martin Graeme : Terrien, ethnologue,
- Renfrew Keen : Terrien, à la recherche de son père disparu.

Chacun d'eux est interrogé sur leurs recherches concernant la Fontaine de Jouvce. Ils répondent à cette question (Zin Zibo : recherche fondamentale sur le rajeunissement ; Sus Urgal : écrit un livre sur les légendes du système solaire mais conteste être allé à Mécaville ; Martin Graeme : à la recherche d'une espèce mi-hommes mi-oiseaux qui garderait la Fontaine ; Renfrew Keen : à la recherche de son père Thomas Keen disparu). Zin Zibo annonce qu'il connaît le nom de celui qui a trouvé la Fontaine et qu'il se trouve dans la pièce. Soudain une « bombe ténébrogène » explose et plonge dans le noir les participants. Après dissipation des ténèbres, on découvre Zin Zibo mort, empoisonné par une fléchette empoisonné au venin givrant de Pluton qui a pour effet de glacer le sang. L'un des participants est le criminel, mais qui ? (chapitre 7).
Pendant ce temps Joan, qui poursuivait son enquête de son côté sur Saturne en se faisant passer pour une vieille femme cherchant à rajeunir, est faite prisonnière par les hommes du « Seigneur de la vie ». Otho, qui était parti à sa recherche, parvient à se faire passer pour le docteur Qarth, un revendeur d'elixir ; transformé en bandit, il la suit dans sa détention (chapitre 8).
Après avoir relâché les trois suspects restants, le capitaine, Simon et Grag se rendent au Museum d'histoire naturelle, dont la bibliothèque pourrait leur donner des renseignements utiles. Ils constatent que les trois savants qu'ils ont vus peu avant sont tous venus consulter des cartes, récits d'exploration et documents dans cette bibliothèque. Ils remarquent un bas-relief présentant un « Qualus », homme ailé légendaire censé garder la Fontaine de Jouvence. Ils examinent des documents. Mais le « Seigneur de la vie », tout à coup, parvient à libérer les portes des cages des animaux sauvages extraterrestres gardés dans le Museum. Le capitaine et ses amis sont attaqués par les animaux en fureur (chapitre 9).
Après avoir assommé ou tué les animaux sauvages, le capitaine et son équipe sont en présence de Renfrew Keen. Le capitaine indique à ce dernier qu'il a compris qu'il n'est pas le fils de Thomas Keen, mais Thomas Keen lui-même qui a rajeuni par la consommation régulière d'élixir de vie. Keen reconnaît la supercherie et explique qu'il a un besoin impératif d'élixir de vie, faute de quoi il mourra. Il les conduit jusqu'au bâtiment où se trouve le docteur Qarth, son pourvoyeur habituel. Celui-ci est mort. Le capitaine a compris que c'est Otho qui l'a tué pour prendre sa place (chapitre 10).
Thomas Keen fausse la compagnie des Futuristes. Pendant ce temps, ayant trouvé des résidus de spores vénéneuses de champignons chez le docteur Qarth, le capitaine comprend où se trouve la base des criminels (et donc où Otho et Joan sont retenus prisonniers) : dans la « Forêt des champignons », où poussent des champignons dont les spores sont mortelles. Il décide de s'y rendre pour les libérer. Arrivé sur place, il utilise un champ de force protecteur (« aura de protection ») lui permettant de ne pas être en contact avec les spores. Ayant pénétré dans la base, il utilise alors un champ d'invisibilité et tente de libérer Otho. Mais sa présence est découverte et un combat s'engage entre lui et les bandits, lesquels fuient les lieux en brisant une vitre. Afin de ne pas laisser pénétrer les spores, le capitaine obstrue l'ouverture avec son corps, ce qui l’empêche de poursuivre les bandits (chapitre 11).
De leur côté, Ezla, Grag et Simon mettent à profit les locaux du docteur Qarth pour interpeller les clients qui viennent s'y approvisionner en élixir. Ils visionnent aussi un message du chef de la bande criminelle destiné à ses revendeurs leur annonçant que le point de rendez-vous numéro 1 dans la Forêt des champignons était découvert et que les chargements se feraient au lieu de rendez-vous numéro deux. Les trois Futuristes se rendent alors dans la Forêt des champignons où ils rencontrent le capitaine, Otho et Joan porteurs d'« auras de protection ». Les fioles d'élixir de vie sont trouvées, de nature à permettre de fabriquer un antidote (chapitre 12).
De retour au palais du gouverneur Khol Kot, ce dernier leur apprend que Thomas Keen et Graeme ont disparu sans être retrouvés. Une perquisition est faite au domicile de Graeme. On apprend qu'il avait loué un véhicule-fusée pour explorer des régions au nord de Saturne. Les Futuristes se rendent alors au domicile de Sus Urgal. Le Martien a été assassiné, avec une fléchette dans le cou contenant du venin givrant de Pluton. Son journal intime en partie brûlé donne des informations intéressantes en évoquant le nord de Saturne et les « Terres de brume ». Divers indices donnent à penser que c'est Thomas Keen qui a tué Sus Urgal, mais le capitaine ne croit pas pour autant que Thomas Keen est à la tête des bandits. Il demande au paquebot spatial qui ramène le cercueil de Zin Zibo sur Vénus de lui donner une information très précise. Puis il annonce son plan d'attaque : Simon et Grag vont faire des recherches pour trouver un antidote à l’élixir de vie ; Otho et Ezra vont se mettre en orbite autour de Saturne pour tenter de détecter des vaisseaux qui viennent s'approvisionner en élixir ; le capitaine, avec un vaisseau de la police spatiale, va tenter de trouver l'emplacement de la source d'où jaillit l'élixir de vie (chapitre 13).
Le capitaine entame ses recherches dans la plus proche localité située près des Terres de brume : Tobor. Après enquête, il fait connaissance avec le vieux Nik Iro, qui lui parle d'une étrange rencontre qu'il avait faite 50 ans auparavant. Il avait rencontré un autre homme qui disait avoir découvert la « fontaine de Vie », cachée dans les Terres de brume. Seul, le capitaine achète un attelage d'animaux locaux qui lui permettent de se rendre en ce lieu désolé. Il y est fait prisonnier par des hommes-ailés qui le présentent au roi Yuru. Ce dernier lui parle de son peuple (les Qualus) qui avait été dépossédé de la fontaine de Jouvence par des gens qui voulaient gagner la vie éternelle. N'ayant aucune arme à feu, les Qualus avaient été repoussés loin de la fontaine et avaient trouvé refuge en haut de hautes falaises accessibles que par eux. Le roi lui parle de la petite ville, la « Cité de l'éternelle jeunesse » dans laquelle résident des gens qui boivent régulièrement de l'eau de Jouvence et qui sont susceptibles, par conséquent, de rester indéfiniment en vie. Se faisant décrire l'intérieur de la fontaine, le capitaine en déduit que son eau traverse un gisement de matières radioactives. Il peut les détruire, les pouvoirs de l'eau radioactive disparaîtront. Il demande à Yuru de faire dérober par des membres de son peuple un générateur atomique de petite taille. Yuru donne des ordres. La nuit, les membres du groupe passent à l'attaque et dérobent un tel générateur. Ils rapportent deux informations : d'une part, le Seigneur de la vie est présent dans la ville, d'autre part le professeur Simon, Grag et Otho ont été faits prisonniers et sont retenus dans une maison faisant office de prison (chapitres 14 et 15).
Le capitaine et les Qualas attaquent cette prison improvisée et libèrent les prisonniers. Outre les trois amis du capitaine, il y a aussi Martin Graeme. Le capitaine se doutait qu'il n'était pas le chef des bandits : il était arrivé sur Mars puis sur Saturne bien après les autres suspects. Les Futuristes et les Qualas passent à l'attaque contre les bandits et les habitants de Cité de l'éternelle jeunesse. Le générateur atomique explose et tue le Seigneur de la vie. Avant de découvrir son visage, on voit que Thomas Keen est présent lui-aussi. C'est le Seigneur de vie qui lui avait ordonné de tuer Sus Urgal et de donner un indice pointant les soupçons vers lui. Keen avait accepté en échange de remise d'élixir d'immortalité et de la promesse de venir vivre dans la Cité de l'éternelle jeunesse. L'explosion du générateur a détruit la masse de minerai radioactif et par conséquent ses pouvoirs de régénération. On découvre enfin le visage, que l'on connaissait, du chef des bandits : il s'agit de Zin Zibo. Ce dernier n'avait pas été empoisonné par du poison givrant comme on le croyait. Son cercueil ne contenait aucun corps et il s'était administré un antidote avant de se piquer lui-même avec une fléchette, afin de se faire passer pour mort et reporter les soupçons sur les autres personnes présentes dans la pièce du gouverneur. On administre l'antidote du professeur Simon à tous les habitants de la Cité, qui vont retrouver leur âge biologique. Et désormais la garde de la source peut de nouveau être assumée par les hommes-ailés (chapitres 16 et 17).
Ayant laissé Joan sur Terre et de retour sur la base lunaire, les Futuristes se congratulent. Le capitaine dépose dans sa salle des Trophées un flacon d'élixir de vie, à côté des autres objets qu'il a recueillis lors de ses précédentes aventures (chapitre 18).

## Différences avec le dessin animé
S'agissant des personnages, les noms de plusieurs héros ont été modifiés : le capitaine Futur devient le capitaine Flam, Grag devient Crag, Otho devient Mala. Joan Randall est renommée Joan Landor, et de brune (roman) elle devient blonde (dessin animé). Ezra Gurney est appelée indifféremment Ezra ou « Ezla » dans le dessin animé.
Le vaisseau le « Comète » devient le « Cyberlab » ; le petit vaisseau-fusée est baptisé Cosmolem.
Dans le roman, le professeur Simon Wright a le cerveau logé dans une grande boîte aux arêtes métalliques encadrées de verre transparent, et la boîte est portée à mains nues par Grag ou Otho ; dans le dessin animé, le cerveau est logé par un système autoporteur qui permet au professeur une totale autonomie de déplacement.
Les personnages de Martin Graeme et de Sus Urgal du roman sont fusionnés dans le dessin animé au profit du seul Martin Graeme.
Le nom de « Zin Zibo » (roman) est francisé en « Jean Gibo » (dessin animé).
Les lieux de l’action dans le roman sont respectivement les planètes Vénus, Mars et Saturne. Le dessin animé se déroule respectivement sur les planètes fictives « Kento », « Kérus » et « Ios » aux localisations indéterminées.